# 長村さと子
長村 さと子（ながむら さとこ）は、日本の起業家、LGBT人権活動家。「足湯cafe&barどん浴」などの飲食店を経営している。子供を持つことを望むLGBTQ+の人々や子育てをするLGBTQ+の人々を支援する一般社団法人「こどまっぷ」の共同代表を務める。

## 概要
1983年（昭和58年）5月10日生まれ。短大卒業後、アルバイトを転々としていたが、しっかりと自立した方が「レズビアンであるものの、子供を持ちたい」という自分の考えをわかってもらいやすいのではないかという考えのもと、2009年（平成21年）頃に新宿2丁目に飲食店を開店した。また、自身同様に子を望む同性カップルが情報交換をできる場を作る活動を行い、2014年（平成26年）に任意団体『LGBTsでも子どもがいる未来を』を設立した。翌2015年（平成27年）、現在のパートナーである茂田まみこと結婚式を挙式。彼女らの働きかけもあり、2021年（令和3年）4月に足立区がパートナーシップ制度および都内初のファミリーシップ制度を開始すると新宿区から足立区に転居、同制度の利用第1号となる。同年12月には知人男性から精子提供を受け男子を出産している。
LGBTQ+の子育てへの支援活動を行っており、2020年（令和2年）にはパートナーと共に多様な価値観を認める社会になるようにという願いを込めて著した絵本「あおいらくだ」を出版している。